# Ла-Мансельєр-сюр-Вір
Ла-Мансельє́р-сюр-Вір (фр. La Mancellière-sur-Vire) — колишній муніципалітет у Франції, у регіоні Нормандія, департамент Манш. Населення — 490 осіб (2011).
Муніципалітет був розташований на відстані близько 260 км на захід від Парижа, 55 км на захід від Кана, 6 км на південь від Сен-Ло.

## Історія
До 2015 року муніципалітет перебував у складі регіону Нижня Нормандія. Від 1 січня 2016 року належав до нового об'єднаного регіону Нормандія.
1 січня 2016 року Ла-Мансельєр-сюр-Вір, Гурфалер, Сен-Ромфер i Сен-Самсон-де-Бонфоссе було об'єднано в новий муніципалітет Бургвалле.

## Демографія
Динаміка населення (Insee ):
Розподіл населення за віком та статтю (2006):
| Стать | Всього | До 15 років | 15-24 | 25-44 | 45-64 | 65-85 | Понад 85 |
| --- | ------ | ----------- | ----- | ----- | ----- | ----- | -------- |
| Чоловіки | 244    | 32          | 40    | 68    | 80    | 24    | 0        |
| Жінки | 220    | 36          | 20    | 56    | 80    | 28    | 0        |
| \| Статево-вікова піраміда \| Статево-вікова піраміда \| Статево-вікова піраміда \| \| ----------------------- \| ----------------------- \| ----------------------- \| \| Чоловіки \| Вік \| Жінки \| \| 0 \| 85 + \| 0 \| \| 4 \| 80-84 \| 12 \| \| 0 \| 75-79 \| 4 \| \| 4 \| 70-74 \| 0 \| \| 16 \| 65-69 \| 12 \| \| 24 \| 60-64 \| 20 \| \| 24 \| 55-59 \| 8 \| \| 28 \| 50-54 \| 32 \| \| 4 \| 45-49 \| 20 \| \| 28 \| 40-44 \| 12 \| \| 12 \| 35-39 \| 16 \| \| 12 \| 30-34 \| 8 \| \| 16 \| 25-29 \| 20 \| \| 16 \| 20-24 \| 16 \| \| 24 \| 15-20 \| 4 \| \| 8 \| 10-14 \| 16 \| \| 12 \| 5-9 \| 8 \| \| 12 \| 0-4 \| 12 \| |        |             |       |       |       |       |          |
| Статево-вікова піраміда |        |             |       |       |       |       |          |
| Чоловіки | Вік    | Жінки       |       |       |       |       |          |
| 0 | 85 +   | 0           |       |       |       |       |          |
| 4 | 80-84  | 12          |       |       |       |       |          |
| 0 | 75-79  | 4           |       |       |       |       |          |
| 4 | 70-74  | 0           |       |       |       |       |          |
| 16 | 65-69  | 12          |       |       |       |       |          |
| 24 | 60-64  | 20          |       |       |       |       |          |
| 24 | 55-59  | 8           |       |       |       |       |          |
| 28 | 50-54  | 32          |       |       |       |       |          |
| 4 | 45-49  | 20          |       |       |       |       |          |
| 28 | 40-44  | 12          |       |       |       |       |          |
| 12 | 35-39  | 16          |       |       |       |       |          |
| 12 | 30-34  | 8           |       |       |       |       |          |
| 16 | 25-29  | 20          |       |       |       |       |          |
| 16 | 20-24  | 16          |       |       |       |       |          |
| 24 | 15-20  | 4           |       |       |       |       |          |
| 8 | 10-14  | 16          |       |       |       |       |          |
| 12 | 5-9    | 8           |       |       |       |       |          |
| 12 | 0-4    | 12          |       |       |       |       |          |

## Економіка
2010 року серед 349 осіб працездатного віку (15—64 років) 257 були активними, 92 — неактивними (показник активності 73,6%, у 1999 році було 73,1%). З 257 активних мешканців працювали 243 особи (132 чоловіки та 111 жінок), безробітними було 14 (5 чоловіків та 9 жінок). Серед 92 неактивних 26 осіб було учнями чи студентами, 52 — пенсіонерами, 14 були неактивними з інших причин.

У 2010 році в муніципалітеті числилось 201 оподатковане домогосподарство, у яких проживали 502,0 особи, медіана доходів виносила 18 780 євро на одного особоспоживача